# Синхронное плавание на летних Олимпийских играх 2020 — группы
Соревнования по синхронному плаванию среди дуэтов на Летних Олимпийских играх 2020 прошли с 2 по 4 августа в Токийском Центр водных видов спорта. В соревнованиях приняли участие 72 спортсменок из 9 стран(По 8 спортсменок а команде) 
Олимпийскими чемпионками стала сборной России. Серебряными призерками стали спортсменки сборной Китая, а бронзовыми призёрами стали спортсменки из Украины.

## Результаты

### Финал
Из-за положительного теста на COVID-19 у участниц сборной Греции,сборная снялась с соревнований как в дуэте,так и в группе.
| Место | Страна     | Спортсмены | Программа   | Программа    | Сумма    |
| Место | Страна     | Спортсмены | Техническая | Произвольная | Сумма    |
| ----- | ---------- | --- | ----------- | ------------ | -------- |
| 1     | ОКР        | Светлана Ромашина Светлана Колесниченко Влада Чигирёва Марина Голядкина Александра Пацкевич Полина Комар Алла Шишкина Мария Шурочкина | 97.2979(1)  | 98.8000(1)   | 196.0979 |
| 2     | Китай      | Хуан Сюэчэнь Сунь Вэньянь Го Ли Лян Синьпин Инь Чэнсинь Фэн Юй Сяо Яньнин Ван Цяньи                                                   | 96.2310(2)  | 97.3000(2)   | 193.5310 |
| 3     | Украина    | Марина Алексиева Владислава Алексиева Марта Федина Катерина Резник Анастасия Савчук Алина Шинкаренко Ксения Сидоренко Елизавета Яхно  | 95,6000(3)  | 93,8620(3)   | 189.4620 |
| 4     | Япония     | Юка Фукумура Юкико Инуи Моэка Кидзима Окина Кёгоку Маю Цукамото Аканэ Янагисава Масиро Ясунага Мэгуму Йосида                          | 93,3773(4)  | 94,9333(4)   | 188,3106 |
| 5     | Италия     | Беатриче Каллегари Домициана Каванна Линда Черрути Франческа Дейдда Констанца ди Камилло Констанца Ферро Джемма Галли Энрика Пикколи  | 91,3372(6)  | 92,8000(5)   | 184,1372 |
| 6     | Канада     | | 92,4667(6)  | 92,3667(6)   | 183.5702 |
| 7     | Австрия    | Анна-Мария Александри и Эйрини-Марина Александри                                                                                      | 90,5000(7)  | 90,3773(7)   | 182.1773 |
| 8     | Франция    | Шарлотта Трамбле и Лора Трамбле | 89,6333(8)  | 87,3474(8)   | 176.9807 |
| 9     | Нидерланды | Брегье де Брауэр и Нуртье де Брауэр                                                                                                   | 88,9000(9)  | 87,2612(9)   | 176.1612 |
| 10    | Испания    | Алиса Ожогина и Ирис Тио Касас | 88,6667(10) | 86,9281(11)  | 175.5948 |
| 11    | Беларусь   | Василиса Хандошка и Дарья Кулагина | 87,8000(11) | 87,2101(10)  | 175.0101 |
| 12    | Мексика    | Нурия Диосдадо и Хоана Хименес Гарсия                                                                                                 | 86,5667(12) | 86,6190(12)  | 173.1857 |